# Vrede van Doornik
De Vrede van Doornik is een overeenkomst gesloten op 18 december 1385 tussen de Bourgondische hertog Filips de Stoute en het opstandige Gent onder aanvoering van Frans Ackerman. 
De Vrede van Doornik zorgde ervoor dat alle Gentse privileges gehandhaafd bleven en voor elke vorm van verzet amnestie gold. 
Alleen moest Gent haar verbond met Engeland opgeven en de koning van Frankrijk als zodanig erkennen.